# Il re ed io (film 1956)
Il re ed io (The King and I) è un film del 1956 diretto da Walter Lang e interpretato da Deborah Kerr e Yul Brynner. L'attore era stato protagonista della versione teatrale del musical, che lo aveva fatto diventare un divo, un ruolo che interpretò sul palcoscenico 4.500 volte.
Il soggetto del film è tratto dalla commedia musicale The King and I di Richard Rodgers e Oscar Hammerstein II, tratta a sua volta dal romanzo di Margaret Landon che racconta l'esperienza di Anna Leonowens, istitutrice alla corte siamese. Nel 1957, il film vinse ben cinque Oscar: quello per l'attore protagonista, i costumi, la colonna sonora, il suono e le scenografie.
Questo è il secondo rifacimento cinematografico tratto dal libro della Landon e dalla biografia di Anna Leonowens. Il primo, datato 1946, è intitolato Anna e il re del Siam ed è interpretato da Irene Dunne e Rex Harrison. Di genere drammatico, il film vinse due premi Oscar, per la fotografia e la scenografia. Nel 1999 uscì Anna and the King, un film di Andy Tennant interpretato da Jodie Foster e da Chow Yun-fat.
Esiste anche una versione de Il re ed io del 1999, prodotta come lungometraggio di animazione.

## Trama
Nello stato del Siam arriva la giovane insegnante gallese Anna Leonowens, vedova insieme al figlioletto Louis, con l'incarico di istitutrice dei numerosi figli del re Mongkut. Al loro arrivo incontrano Kralahome, il severo primo ministro dello Siam, che li conduce a vivere al Palazzo Reale, violando il contratto di Anna che richiedeva di vivere in una casa al di fuori delle mura della reggia.
Al palazzo Anna incontra Mongkut, che la introduce alla sua consorte Thiang insieme alle altre sue numerosi mogli, quindici figli (dalle altre sessantasette) e fra questi il più anziano, il principe Chulalongkorn. Quando le mogli aiutano Anna a disfare i bagagli, trovano una fotografia di Tom, il fu marito di Anna. Le mogli si mettono a deridere Tuptim, una ragazza proveniente da Burma che è innamorata di un altro uomo, Lun Tha.
Mongkut, illuminato, si rende conto che lo stato si trova in arretrato rispetto al resto del mondo e che è imperativo aprirsi all'estero e in particolare all'occidente. Anna si scontra con le tradizioni del paese e ha un burrascoso inizio con i figli (che non credono nell'esistenza della neve poiché non l'hanno mai vista) e con il re stesso, che scopre Tuptim con una copia de La capanna dello zio Tom, il che porta ad una accesa discussione con Anna riguardante lo schiavismo, che è ancora praticato nel suo popolo.
In seguito il re chiede ad Anna di inviare una lettera ad Abraham Lincoln per comunicargli di volere inviare degli elefanti in America per aiutare il suo esercito nella Guerra civile e lascia Anna a finire di scrivere dopo che lei cerca di spiegargli che gli elefanti non resteranno a lungo se invia solo gli esemplari maschi. Anna scopre Lun Tha, che chiede aiuto per poter fuggire portandosi Tuptim. Inizialmente Anna ha paura di prendere parte al piano, ma decide di aiutare i due innamorati poiché le ricordano del suo passato con Tom.
Mongkut inizia a ripudiare gli inglesi per il modo in cui lo vedono come un sovrano crudele e barbarico, e crede che i britannici vogliano prendere lo Siam nel loro impero. Mongkut è molto nervoso di fronte alla futura visita da parte dell'ambasciata inglese, con sir John Hay ed Edward Ramsay (un vecchio amore di Anna) e promette ad Anna di procurarle una casa al di fuori del palazzo se lei lo aiuterà ad accogliere i britannici, lei accetta di organizzare una festa con banchetto e ballo in stile europeo per gli ospiti.
Alla sera dell'incontro con i britannici, Edward si mette a parlare con Anna ricordandole dei vecchi tempi insieme per convincerla di tornare nella società inglese, poi tenta di ballare con lei solo per essere interrotto da Mongkut, che li rimprovera ricordandoli che si balla dopo cena. Mongkut impressiona gli ospiti con osservazioni intellettuali e Tuptim presenta il suo adattamento de La capanna dello zio Tom eseguito come un balletto siamese, il che fa arrabbiare Mongkut e Kralahome per via delle tematiche contro lo schiavismo e tentano di rintracciare Tuptim, che però è già scappata con Lun Tha.
Quando gli ospiti se ne sono andati, Anna riceve un anello da parte del re, come simbolo di gratitudine per i suoi servizi. Anna discute con il re spiegando che lui la vede solo come una donna qualsiasi, che nella realtà un uomo dovrebbe avere una sola anima gemella alla quale restare fedele, e inizia a raccontare del suo primo ballo che ha avuto. Il re è incuriosito da ciò e si mette a danzare con Anna.
Il momento fra i due viene interrotto bruscamente da Kralahome, che li informa della cattura di Tuptim. Mongkut ignora le suppliche di Anna e ha l'intenzione di frustare Tuptim per punizione, ma Anna insiste definendo il suo modo di fare barbarico e senza cuore. Il re ci rimane male ed esce dalla sala, mentre Kralahome accusa Anna di avere rovinato il sovrano mettendogli in testa menzogne moderne. A peggiorare le cose Tuptim viene portata via e scopre che Lun Tha è stato ritrovato morto annegato nel fiume. Distrutta da questa serie di eventi, Anna restituisce l'anello e decide di andarsene con la prima nave che partirà dal Siam.
La sera in cui sta per partire con Louis, Anna viene informata da Thiang che il re sta morendo, rifiutando di mangiare o dormire e tenendosi isolato dagli altri. Thiang consegna ad Anna una lettera incompiuta da parte di Mongkut, che esprime profonda gratitudine nei suoi confronti nonostante le differenze. Anna corre in lacrime sul letto di morte del re, che le dà il suo anello per averle sempre detto la verità e persuade lei e Louis a restare nel Siam.
Mongkut lascia come suo successore Chulalongkorn, che come primo passo stabilisce che i sudditi non devono prostrarsi davanti a lui, recependo così le idee dell'istitutrice e abolisce lo schiavismo. Soddisfatto di avere lasciato il suo regno in buone mani, Mongkut muore in pace sotto lo sguardo di Anna e di Kralahome.

## Produzione
Il film fu prodotto dalla Twentieth Century Fox Film Corporation (con il nome Twentieth Century-Fox Film Corporation).
Il musical era stato pensato per Gertrude Lawrence, che avrebbe dovuto essere la protagonista anche del film. Ma alla cantante fu diagnosticato un cancro che la condusse presto alla morte. Per il ruolo dell'istitutrice inglese si pensò allora a Dinah Shore, cantante ma anche attrice. Quindi, a Maureen O'Hara, che aveva una gradevole voce da soprano. Ma Richard Rodgers si oppose alla sua candidatura. Yul Brynner spinse per far cadere la scelta su Deborah Kerr che ottenne la parte, anche se poi dovette essere doppiata, nelle parti cantate, da Marni Nixon. La Kerr e la Nixon lavorarono gomito a gomito nello studio di registrazione per far combaciare perfettamente le parti recitate a quelle cantate. La Nixon avrebbe, in seguito, doppiato l'anno dopo l'attrice anche in Un amore splendido.
Le parti danzate vennero coreografate da Jerome Robbins con la consulenza, per le danze orientali, di Michiko Iseri. Le maschere siamesi sono disegnate da Wah Chang che non fu accreditato.

## Distribuzione
Distribuito dalla Twentieth Century Fox Film Corporation (con il nome Twentieth Century-Fox Film Corporation), il film fu presentato da Darryl F. Zanuck in prima a New York il 28 giugno 1956. Uscì nelle sale cinematografiche USA il 29 giugno. In Italia fu distribuito con il titolo Il re ed io il 10 gennaio 1957.

### Home video
In occasione del 50º anniversario, la 20th Century Fox ha pubblicato un'edizione rimasterizzata a 2 DVD.

## Curiosità
- Famosa la frase con cui il re Yul Brynner cercava di aprirsi ai modi occidentali inserendola in numerosi contesti durante il film "... eccetera, eccetera, eccetera."
- Nell'episodio 7 della seconda stagione de I Griffin, intitolata Il Re è Morto, Lois si cimenta a rappresentare la storia in teatro, e alla fine Peter la ripropone in chiave fantascientifica, che vede Brian nel ruolo del re Mongkut, rappresentato come un malvagio antagonista che regna in un Siam distopico e Peter in quello di Anna, che nella sua versione è un guerriero cyborg denominato A.N.N.A. proveniente dal "pianeta Inghilterra" e inviato per sconfiggerlo e proclamare il Siam territorio degli Stati Uniti d'America.
- Nell'episodio 6 della terza stagione de I segreti di Twin Peaks, Red (Balthazar Getty), nell'intimidire Richard Horne (Eamon Farren), cita il film.
- Nei primi minuti dell'episodio 4 della seconda stagione di The Orville viene mostrata una scena del film dove Yul Brynner canta "Con la casacca aperta", venendo visto dal capitano Ed Mercer (Seth MacFarlane) e dalla sua amante Janel Tyler (Michaela McManus). Sempre nello stesso episodio viene anche citata una frase del film.

## Riconoscimenti
- 1957 - Premio Oscar
  - Miglior attore protagonista a Yul Brynner
  - Migliore scenografia a Lyle R. Wheeler, John DeCuir, Walter M. Scott e Paul S. Fox
  - Migliori costumi a Irene Sharaff
  - Miglior sonoro a Carlton W. Faulkner
  - Miglior colonna sonora a Alfred Newman e Ken Darby
  - Candidatura Miglior film a Charles Brackett
  - Candidatura Migliore regia a Walter Lang
  - Candidatura Miglior attrice protagonista a Deborah Kerr
  - Candidatura Migliore fotografia a Leon Shamroy
- 1957 - Directors Guild of America
  - Candidatura DGA Award a Walter Lang

- 1957 - Golden Globe
  - Miglior film commedia o musicale
  - Miglior attrice in un film commedia o musicale a Deborah Kerr
  - Candidatura Miglior film promotore di amicizia internazionale
  - Candidatura Miglior attore in un film commedia o musicale a Yul Brynner
- 1956 - National Board of Review Award
  - Migliori dieci film
  - Miglior attore protagonista a Yul Brynner
- 1956 - New York Film Critics Circle Award
  - Candidatura Miglior attrice protagonista a Deborah Kerr
- 1957 - Writers Guild of America
  - WGA Award a Ernest Lehman